# بر بال‌های آتش
بر بال‌های آتش (به انگلیسی: On Wings of Fire) با عنوان اصلی در جستجوی زرتشت (به انگلیسی: A Quest for Zarathustra) یک فیلم هندی انگلیسی زبان به کارگردانی سیروس بهاروچا در سال ۱۹۸۶ است و با بازی زوبین مهتا، پل شلی، سعید جافری، آمریش پوری با بازیگری نایجل تری در نقش زرتشت و درک جاکوبی به عنوان راوی بازی می‌کنند. این اولین و تنها فیلمی است که فلسفه و تاریخ آیین زرتشت را به شکلی علمی و نمایشی پوشش می‌دهد. این فیلم در ژوئن ۱۹۸۶ در سینما استرلینگ بمبئی به نمایش درآمد و در سال ۲۰۰۱ در ایالات متحده اکران شد.

## بازیگران
- زوبین مهتا به عنوان خودش
- درک جاکوبی به عنوان راوی
- نایجل تری در نقش  زرتشت
- پل شلی در نقش پادشاه ویشتاسپا
- تام آلتر به عنوان روحانی
- اریک آواری به عنوان استاد
- لوئیس فیاندر در نقش تانسار
- سعید جعفری در نقش جاداو رانا ، پادشاه هندو
- نیکلاس جونز در نقش پادشاه گوشناسپ
- اونگوس مک نامارا در نقش اسکندر
- آمریش پوری به عنوان حاکم نیهاوند ، امیر
- سونی رزدان در نقش تایلندی ها
- خجسته مستری به عنوان دستورجی
- لیلون کالان در نقش جان ویلسون